# NGC 4146
NGC 4146 (другие обозначения — UGC 7163, MCG 5-29-28, ZWG 158.36, PGC 38721) — галактика в созвездии Волосы Вероники.
Этот объект входит в число перечисленных в оригинальной редакции «Нового общего каталога».
В галактике вспыхнула сверхновая SN 1963D. Её пиковая видимая звёздная величина составила 15,8.